# Stanisław Hozjusz
Stanisław Hozjusz (Krakov, 5. svibnja 1504. – Capranica kraj Rima, 5. kolovoza 1579.), poljski kardinal.
Stanisław Hozjusz je smatrao da je glagoljica nastala iz latinskih pretkarolinških slova u vremenu pokrštavanja Hrvata (7-8.st.), tj. prije sv. Ćirila i Metoda. On spominje i poznatu legendu o Čehu, Lehu i Mehu, koji su dosli iz Hrvatske te osnovali češki, poljski i ruski narod. Smatrao je da bi za sve Slavene trebalo uvesti hrvatski jezik, jer je on madre lingua- majka svih slavenskih jezika.